# كيس الغدة الصنبورية
كيس الغدة الصنبورية هو عادة ما يكون كيس حميد غير خبيث، يتكون في الغدة الصنوبرية، وهي غدة صماء صغيرة في الدماغ. تاريخيًا، كانت هذه الأكيساس المملوءة بالسوائل تظهر في 1-4% من عمليات فحص الدماغ بالرنين المغناطيسي (MRI)، ولكن تم تشخيصها بشكل متكرر أكثر بعد الوفاة، حيث تمت مشاهدتها في 4-11% من عمليات التشريح للجثث. ووجدت دراسة أجراها بو وآخرون عام 2007، أظهرت أن معدل ظهور الأكياس في فحوصات الدماغ تتكرر بنسبة 23% بمتوسط قطر 4.3 ملم.
على الرغم من وجود الغدة الصنوبرية في مركز الدماغ، أصبح من الممكن إجراء جراحة بالمنظار، لتصريف أو إزالة الكيس، مع قضاء المريض من 5 إلى 10 ليالٍ في المستشفى، حتى يتعافى تمامًا في غضون أسابيع، وذلك بسبب التطورات الحديثة في الطب بالمنظار، وليس كما هو الحال في جراحة الدماغ المفتوحة.

## الأعراض
تذكر المنظمة الوطنية للاضطرابات النادرة أن الأكياس الصنوبرية التي يزيد حجمها عن 5.0 ملم هي نتائج نادرة وربما يكون من أعراضها حدوث تضيق في القناة الدماغية، فقد تظهر العديد من الأعراض العصبية، بما في ذلك الصداع، والدوار، والغثيان، والتحزم العضلي، وحساسية العين، وترنح. قد يوصى بالمراقبة المستمرة للكيس لمراقبة نموه، وقد تكون الجراحة ضرورية. قد يتم اكتشاف التكيس في الغدة الصنوبرية عادة عند فحص الدماغ لأسباب مختلفة مثل صدمات الرأس، الصداع النصفي أو نوبات دوار، وغالبية هذه الاكياس لا تتطلب إجراء العمليات الجراحية أو العلاج لأنها قد لا تؤدي لحدوث أي مضاعفات.

## روابط خارجية
- صور الكيس الصنوبري والنتائج الإشعاعية.
- الكيس الصنوبري.